# Präsidentschaftswahl in Südkorea 2025
Bei der Präsidentschaftswahl in Südkorea 2025 am 3. Juni 2025 wurde der 21. Präsident der Republik Korea gewählt. Lee Jae-myung (Demokratische Partei) erhielt 49 % der Stimmen und gewann die Wahl. Er trat seine Präsidentschaft am 4. Juni 2025 an.
Sein Gegenkandidat Kim Moon-soo (Macht der Staatsbürger) erreichte 41 % der Wählerstimmen. Lee Jun-seok (Gaehyeok-sin-Partei) erhielt 8 % Zustimmung. Der Kandidat Kwon Young-guk (Minju-nodong-Partei) und der parteilose Bewerber Song Jin-ho erhielten jeweils weniger als 1 % der Stimmen.
Das reguläre Datum wäre nach dem Ablauf der Amtszeit des 20. Präsidenten, Yoon Suk-yeol, im März 2027 angesetzt gewesen, wurde jedoch infolge der Amtsenthebung des Präsidenten im Dezember 2024 vorgezogen. Der Wahltermin wurde von der Regierung am 8. April 2025 auf den 3. Juni 2025 festgelegt und als einmaliger Feiertag festgelegt. Die Wahl fand erstmals im Juni statt.

## Ausgangslage
Der amtierende Präsident Yoon Suk-yeol verzeichnete seit Anfang 2024 aufgrund des anhaltenden Doktorstreiks, dem parlamentarischen Deadlock mit der mehrheitlichen Opposition, der antagonistischen Diplomatie gegenüber Nordkorea, unzureichender wirtschaftlicher Leistung, steigenden Wohnraumkosten, politischen Skandalen und der diplomatischen Wiederannäherung an Japan zunehmend sinkende Zustimmungswerte.
Bei der Parlamentswahl 2024 erzielte die Oppositionspartei eine absolute Mehrheit der Sitze, was zu einer Situation im Parlament führte, in der die Exekutive handlungsunfähig wurde. Die Demokratische Partei blockierte den Budgetplan für 2025, aufgrund Unstimmigkeiten über die Erhöhung des Militärbudgets. Der Präsident behauptete in der Nacht vom 3. zum 4. Dezember, dass Südkorea von „staatsfeindlichen Elementen“ bedroht wäre und bezeichnete das Parlament als einen „Bau von Kriminellen“ und übte infolgedessen am 4. Dezember unerwarteterweise die Verhängung des Kriegsrechts aus. Zuletzt wurde das Kriegsrecht vor 45 Jahren ausgerufen, eine Handlung die zu Protesten, der Reaktion durch das Militär und dem Gwangju-Massaker führte. Nicht zuletzt hatte das Militär mehrfach mithilfe des Kriegsrechts die Macht an sich gerissen. Die Szenen zeichneten ein Bild von Panzern und Militärhelikoptern auf den Straßen Seouls, das an die Zeit der 80er erinnert.
Außerhalb des Parlaments sammelten sich binnen einer Stunde tausende Demonstranten, die gegen die Ausrufung des Kriegsrechts protestieren. Das Parlament berief sich spontan ein und stimmte nur wenige Stunden nach dem Ereignis der Aufhebung des Kriegsrechts zu. Die Opposition leitete kurz darauf ein Amtsenthebungsverfahren gegen den Präsidenten ein, das beim wahrscheinlichen Erfolg Neuwahlen erfordern würde.
Die Wahlen wurden von zwei zentralen Themen dominiert - der schwächelnden Wirtschaft und der Reaktion auf Trumponomics, sowie der Bedrohung der Demokratie durch die Verhängung des Kriegsrechts durch den Präsidenten Yoon Suk-yeol.
Die Nationalversammlung hielt am 7. Dezember 2024 ihre erste Abstimmung über die Amtsenthebung des Präsidenten ab, es nahmen nur 195 der 300 Mitglieder teil. Damit wurde das Quorum nicht erreicht und die Abstimmung wurde für ungültig erklärt.  Die Nationalversammlung suspendierte ihn am 14. Dezember 2024 mit 204 Stimmen und das Verfassungsgericht bestätigte am 4. April 2025 den parlamentarischen Antrag ihn des Amts zu entheben. Damit wurden die vorgezogenen Präsidentschaftswahlen bestätigt. Yoon wurde seitdem und bis zu den Wahlen kommissarisch von Premierminister Han Duck-soo und während dessen Suspendierung zeitweise von Finanzminister Choi Sang-mok vertreten. Gemäß Artikel 68 Abs. 2 der Verfassung der Republik Korea musste die Wahl des Nachfolgers spätestens 60 Tage nach der Vakanz des Präsidentenamtes abgehalten werden. Die Neuwahlen wurden auf den 3. Juni 2025 angesetzt. Nachdem Han und Choi am 1. Mai 2025 von ihren eigentlichen Ämtern zurücktraten, vertrat Bildungsminister Lee Ju-ho beide bis zu den Neuwahlen in sämtlichen Ämtern. Anlässlich der Amtsenthebung Yoons fanden Großdemonstrationen statt. Während des Wahlkampfs trat der abgesetzte Präsident Yoon aus seiner Partei Macht der Staatsbürger aus. Zu Beginn der Wahlen bestand nach wie vor ein ausgesprochen großer Gender Pay Gap von 31 Prozent. Der Labour-Rights-Index-Bericht setzte für 2024 einen Score von 83 / 100.

## Wahlsystem

### Wahlverfahren
Der südkoreanische Präsident wird in direkter Wahl mit einfacher Mehrheit für eine einzige Amtszeit von fünf Jahren gewählt. Er kann nicht wiedergewählt werden. Der Präsident ist das Staatsoberhaupt und leitet die Exekutive, er wird durch den Premierminister vertreten und beaufsichtigt diesen. Die Nationale Wahlkommission lädt relevante Informationen auf ihrer Internetseite hoch.

### Wahlspenden
Spenden für politische Parteien konnten ausschließlich von Einzelpersonen an die neutrale Nationale Wahlkommission (NEC) entrichtet werden, nicht direkt an Parteien oder Kandidaten. Dieser Mechanismus, der das Risiko von Korruption und direkter Einflussnahme durch Finanzmittel minimieren soll, erlaubte es Spendern (darunter auch Beamten und Privatschullehrern, die keiner Partei angehören dürfen), ab mindestens 10.000 Won pro Einzahlung und bis zu einer jährlichen Höchstgrenze von 100 Millionen Won (oder 5 % des Vorjahreseinkommens, je nachdem, welcher Betrag höher ist) Beiträge zu leisten. Die NEC fungierte als zentrale Sammelstelle und neutrale Mittlerinstanz, die die gesammelten Gelder (nach Abzug direkt entstandener Verwaltungskosten) vierteljährlich an die politischen Parteien ausschüttete. Diese Verteilung erfolgte nicht nach dem Wunsch des Spenders für eine spezifische Partei, sondern strikt nach einem gesetzlich festgelegten Schlüssel, der sich am staatlichen Parteienfinanzierungsmodell orientierte (basierend auf Grundanteil, Sitzzahl und Stimmenanteilen der Parteien). Zudem profitierten Spender von attraktiven Steuervorteilen, wie einer vollen Steuergutschrift bis zu 100.000 Won und anteiligen Abzügen für höhere Beträge.

## Wahlkalender
Der Zeitplan für diese Wahl war wie folgt:
- 4. April: Amtsenthebung des Präsidenten nach Bestätigung durch das Verfassungsgericht (Start des Wahlprozesses)
- Ab 4. April: Registrierung von Vor-Kandidaten.
- 4. April (Fr) bis 3. Juni (Di): Verbot von Aktivitäten, die die Wahl beeinflussen könnten (z. B. Berichterstattung über parlamentarische Aktivitäten, Handlungen von Leitern lokaler Gebietskörperschaften, die die Wahl beeinflussen).
- Bis 9. April (Mi): Bekanntgabe der Bevölkerungszahlen. Rücktritt von Amtsinhabern (z. B. Wahlkommissionsmitglieder, Reserveoffiziere, Nachbarschaftsräte), die Wahlfunktionäre werden möchten.
- Bis 14. April (Mo): Bekanntmachung der maximalen Wahlkampfkosten und der Versandmengen für Werbematerialien von Vor-Kandidaten.
- Bis 24. April (Do): Anmeldung von Auslandsabwesenden und Registrierung von Überseewählern.
- 30. April (Mi) bis 4. Mai (So): Erstellung der Listen für Auslandsabwesende und Überseewähler.
- 4. Mai (So): Festlegung der Überseewählerlisten. Rücktritt von Personen (außer Abgeordneten), für die Kandidaturverbote gelten.
- Ab 6. Mai (Di): Erstellung der Wählerlisten.
- 6. Mai (Di) bis 10. Mai (Sa): Meldung für Brief- und Schiffswahl sowie Erstellung der entsprechenden Wählerlisten.
- 10. Mai (Sa) bis 11. Mai (So): Offizielle Registrierung der Kandidaten (täglich von 9:00 bis 18:00 Uhr).
- 11. Mai (So): Festlegung der Brief- und Schiffswählerlisten.
- 12. Mai (Mo): Beginn der Wahlperiode.
- 12. Mai (Mo) bis 2. Juni (Mo): Debatten und Diskussionsrunden, veranstaltet vom Wahlfunkausschuss.
- Bis 14. Mai (Mi): Einreichung des Wahlflugblatts.
- Bis 17. Mai (Sa): Einreichung des Wahlbulletins / Booklets.
- Bis 20. Mai (Di): Versand des Wahlbulletins im Broschürenformat (an jeden Haushalt).
- 20. Mai (Di) bis 25. Mai (So): Abstimmung in Überseewahllokalen (täglich von 8:00 bis 17:00 Uhr).
- Bis 21. Mai (Mi): Einreichung des Wahlflugblatts.
- 22. Mai (Do): Festlegung der Wählerlisten.
- Bis 24. Mai (Sa): Bekanntgabe der Bezeichnung und des Standorts der Wahllokale. Versand der Briefwahlstimmzettel (Wahlkampfbroschüre im Broschürenformat und Leitfaden zur Briefwahl beiliegend). Versand der Wahlbenachrichtigungen (Wahlflugblatt beiliegend).
- 26. Mai (Mo) bis 29. Mai (Do): Schiffswahl (Abstimmung an Bord von Schiffen).
- 29. Mai (Do) bis 30. Mai (Fr): Stimmabgabe in Vorwahllokalen (täglich von 6:00 bis 18:00 Uhr).
- Bis 29. Mai (Do): Bekanntgabe der Auszählungsorte.
- 3. Juni (Di):
  - Abstimmung: Von 6:00 bis 20:00 Uhr.
  - Auszählung der Stimmen: Unmittelbar nach Schließung der Abstimmung.
- Bis 23. Juni (Mo): Antrag auf Erstattung der Wahlkampfkosten.
- Bis 14. Juli (Mo): Einreichung der Rechnungslegungsberichte für politische Fonds usw.
- Bis 12. August (Di): Erstattung der Wahlkampfkosten.

## Kandidaturen
Bis zum 11. Mai 2025 konnten Kandidaturen bei der Wahlkommission eingereicht werden. Insgesamt bewarben sich sieben Kandidaten.

### Vorwahlen derDemokratischen Partei

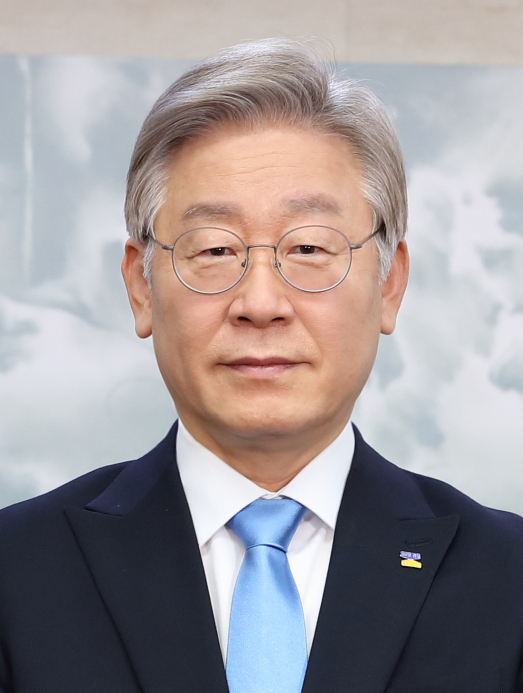
Lee Jae-myung (2021)

Die Deobureo-minju-Partei nominierte am 27. April 2025 Lee Jae-myung zu ihrem Präsidentschaftskandidaten, wobei die Stimmen von Parteimitgliedern und Nichtmitgliedern zu gleichen Teilen gewichtet wurden. Bereits vor der Entscheidung hatten Kim Boo-kyum und Kim Doo-kwan ihre Kandidatur erwogen, aber letztlich zurückgezogen. Zur Abstimmung standen (Nominierungsergebnisse in Klammern):
- Kim Dong-yeon (3,3 %), Finanzminister 2017–2018[37]
- Kim Kyung-soo (6,9 %), Gouverneur von Gyeongsangnam-do 2018–2021[37]
- Lee Jae-myung (89,8 %), Oppositionsführer, Gouverneur von Gyeonggi-do 2018–2022[37]

Die liberale Koreanische Wiederaufbaupartei (auch: Vaterländische Innovationspartei) erklärte anschließend, Lee zu unterstützen. Die linke Minjung-Partei verzichtete auf eine eigene Kandidatin, um Lee zu unterstützen.
Am 1. Mai 2025 hob der Oberste Gerichtshof einen Freispruch gegen Lee auf, bei dem ein Berufungsgericht eine Bewährungsstrafe Lees aufgehoben hatte. Das Berufungsgericht musste nun neu verhandeln, jedoch wurde nicht mit einer Verurteilung vor dem Wahltermin am 3. Juni 2025 gerechnet. Im Falle seiner Wahl genösse Lee dann bereits Immunität als Präsident. Die Bewährungsstrafe war wegen Falschbehauptungen Lees im Präsidentschaftswahl in Südkorea 2022 ergangen. Darüber hinaus spielte Lee eine zentrale Rolle in Korruptionsermittlungen.
Lee trug sich bei der Wahlbehörde am 10. Mai 2025 als Präsidentschaftskandidat der Demokratischen Partei ein.

### Vorwahlen der ParteiMacht der Staatsbürger

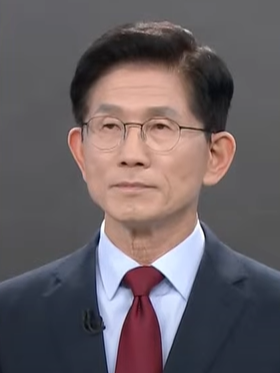
Kim Moon-soo (2025)

Die Gungminui-him ernannte am 3. Mai und erneut am 10. Mai 2025 Kim Moon-soo zu ihrem Präsidentschaftskandidaten. Frühzeitig schieden Oh Se-hoon, Won Hee-ryong und Yoon Sang-hjun aus dem Rennen aus. Zunächst gab es acht Kandidaturen, die am 22. April 2025 auf vier zu reduziert und am 3. Mai in einer Vorwahl entschieden wurden.
In der ersten Runde der parteiinternen Vorwahlen kandidierten:
- Ahn Cheol-soo, Parteivorsitzender der Volkspartei 2016–2018 u. 2020–2022[1][48]
- Han Dong-hoon (Gungminui-him), Parteivorsitzender bis 2024[38][48]
- Hong Joon-pyo, Gouverneur von Gyeongsangnam-do 2012–2017 u. Bürgermeister von Daegu 2022–2025[46][48]
- Kim Moon-soo, Arbeitsminister 2022–2025[1][48]
- Lee Cheol-woo, Gouverneur von Gyeongsangbuk-do[47][48]
- Na Kyung-won, Fraktionsvorsitzende der Jayu-hanguk-Fraktion 2018–2019[48][49]
- Yang Hyang-ja, Abgeordneter[48]
- Yoo Jeong-bok, Bürgermeister von Incheon[47][48]

Für die zweite Runde wählte die Partei anhand von Umfragewerten aus:
- Ahn Cheol-soo[50]
- Han Dong-hoon[50]
- Hong Joon-pyo[50]
- Kim Moon-soo[50]

Für die dritte Runde reduzierte die Partei auf zwei Kandidaten, wobei zur Hälfte Umfragewerte und Stimmen der Parteimitglieder einbezogen wurden:
- Han Dong-hoon (43,5 %)[44]
- Kim Moon-soo (56,5 %)[44]

Als Ministerpräsident Han, der zu dieser Zeit auch amtierender Präsident Südkoreas war, am 3. Mai 2025 zurücktrat und seine Kandidatur erklärte, sollte zwischen den Kandidaten Kim (Gungminui-him) und Han (Unabhängig, aber der Partei nahestehend) ein Kompromiss ausgehandelt werden. Insbesondere die Parteiführung bevorzugte den gemäßigten Han gegenüber dem ultrakonservativen Kandidaten Kim. Dies kam wegen Kims Weigerung nicht zustande und die Parteiführung plante nun einen Entscheidungsparteitag, wogegen Kim klagte und verlor. Der Parteivorstand annullierte nun Kims Kandidatur und ernannte daraufhin Han Duck-soo zum Kandidaten der Partei, welcher der Partei auch beitrat. Eine zeitgleiche Mitgliederbefragung ergab jedoch deren Loyalität zu Kim. Somit ernannte der Parteivorstand wiederum Kim zum Präsidentschaftskandidaten und der Parteivorsitzende bot seinen Rücktritt an. Han zog seine Kandidatur zurück. Kim Moon-soo registrierte sich schließlich am 11. Mai 2025 bei der Wahlbehörde als Präsidentschaftskandidat der „Macht der Staatsbürger“.

### Drittparteien und Unabhängige
Diese Kandidaten kleinerer Parteien (oder parteilos) registrierten sich bei der Wahlbehörde:
- Hwang Kyo-ahn (parteilos, ehemals Gungminui-him, gemäßigt konservativ)[36] – zog seine Kandidatur zugunsten Kims am 1. Juni 2025 zurück[54]
- Ku Ju-wa (Freiheitliche Einheitspartei, christlich, rechtsextrem, und antikommunistisch)[36] – zog seine Kandidatur zugunsten Kims am 19. Mai 2025 zurück[55]
- Kwon Yeong-guk (Minju-nodong-Partei, progressiv, links)[36][43]; die Minju-nodong-Partei (Demokratische Arbeiterpartei) wurde für die Präsidentschaftswahlen unter Beteiligung der Nodong-Partei (Arbeiterpartei, sozialdemokratisch), Jeongui-Partei (Gerechtigkeitspartei, sozialdemokratisch) und der Noksaek-Partei (Grüne Partei, Ökosozialismus), als auch dem Koreanischen Gewerkschaftsbund gegründet
- Lee Jun-seok (Reformpartei, gemäßigt konservativ)[36][43]
- Song Jin-ho (parteilos)[36].

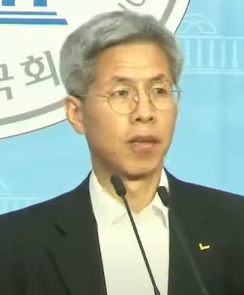
Kwon Yeong-guk (2020)
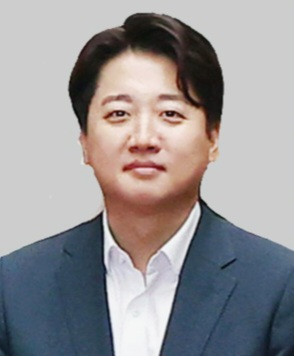
Lee Jun-seok (2024)

### Zurückgezogene Kandidaturen
Ursprünglich hatten noch weitere Personen eine Kandidatur erwogen: Kim Jae-yeon erwog als Vorsitzende der linksgerichteten Minjung-Partei ihre Kandidatur, reichte aber zugunsten Lee Jae-myungs keine Registrierung ein. Ku Ju-wa hatte sich bereits für die Wahl registriert, zog seine Kandidatur aber am 19. Mai 2025 zurück, um von da an Kim Moon-soo zu unterstützen. Lee Nak-yon (Neue Demokratische Zukunft) war bereits Premierminister von 2017 bis 2020. Er registrierte sich jedoch nicht bei der Wahlbehörde. Auch Yoo Seong-min wollte als parteiloser Kandidat antreten, aber auch er meldete sich nicht für die Wahl an.
Han Duck-soo war Premierminister von 2007 bis 2008 und 2022 bis 2025, er amtierte als geschäftsführender Präsident im Jahr 2024 und auch 2025. Er gab seine Kandidatur zunächst als parteiloser Kandidat bekannt. Schließlich versuchte er Kandidat der Gungminui-him zu werden, konnte sich aber gegen Kim nicht durchsetzen. Er zog letztlich seine Kandidatur zurück.
Bereits nach ihrer eingereichten Kandidatur zogen die Kandidaten Ku (am 19. Mai) und Hwang (am 1. Juni 2025) ihre Kandidatur jeweils zugunsten Kims zurück.

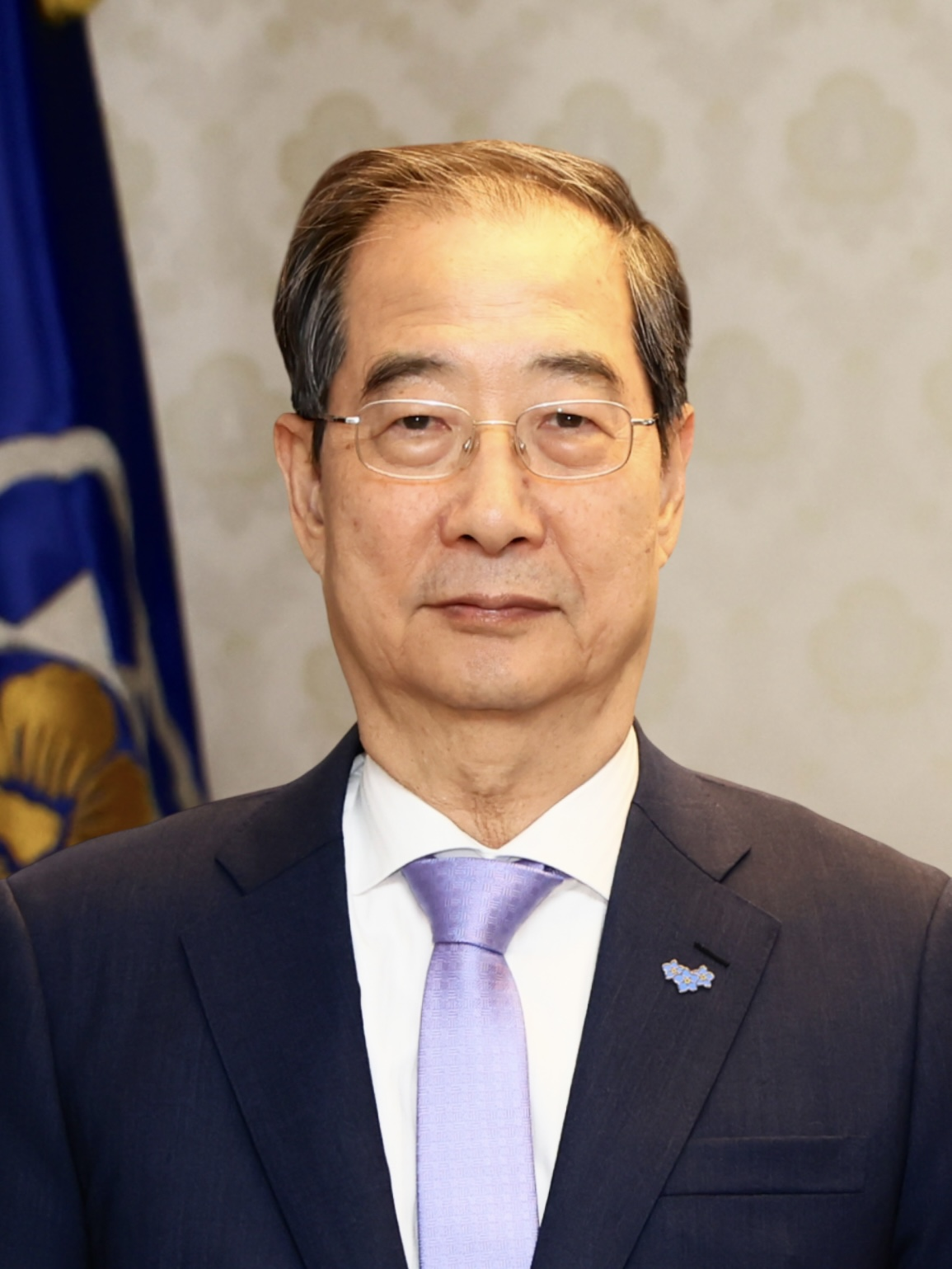
Han Duck-soo (2024)
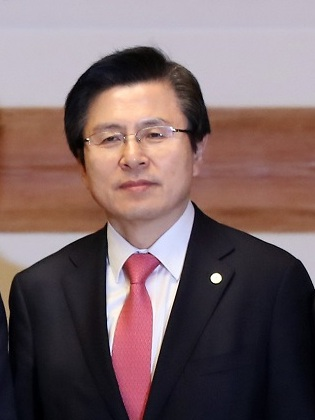
Hwang Kyo-ahn (2019)
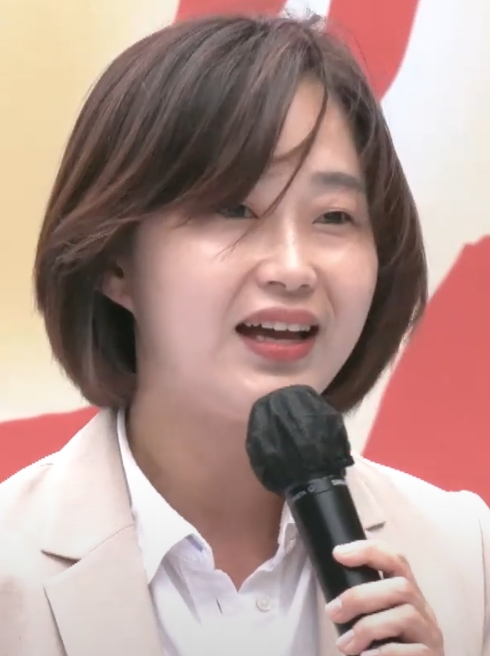
Kim Jae-yeon (2024)
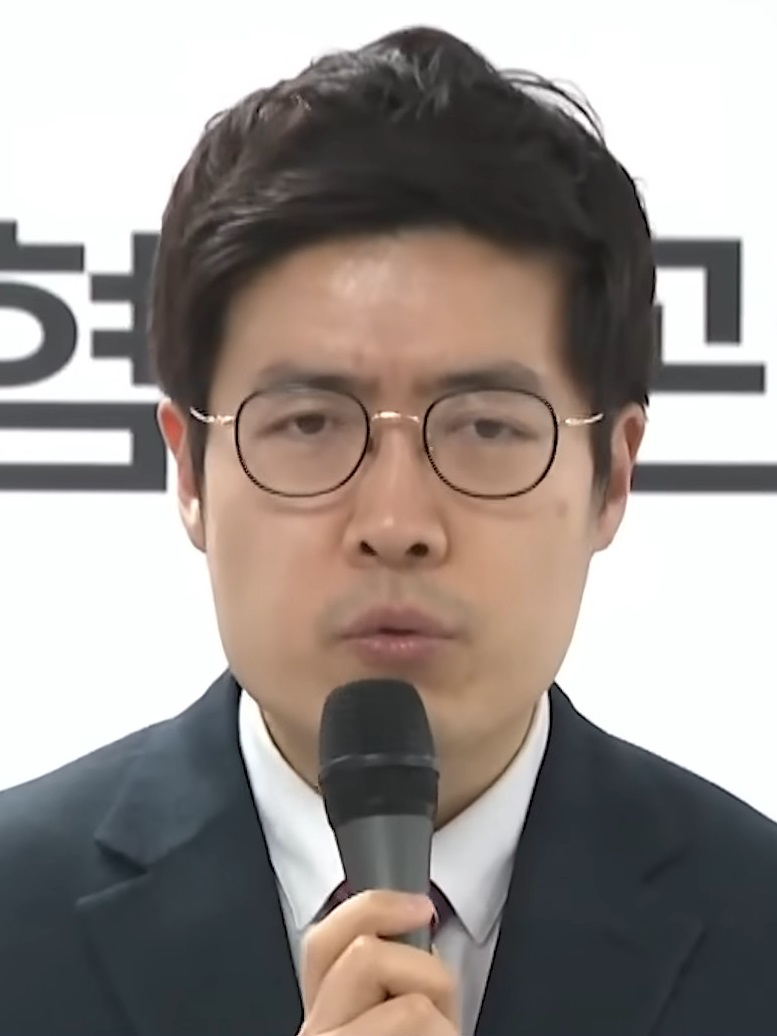
Ku Ju-wa (2025)
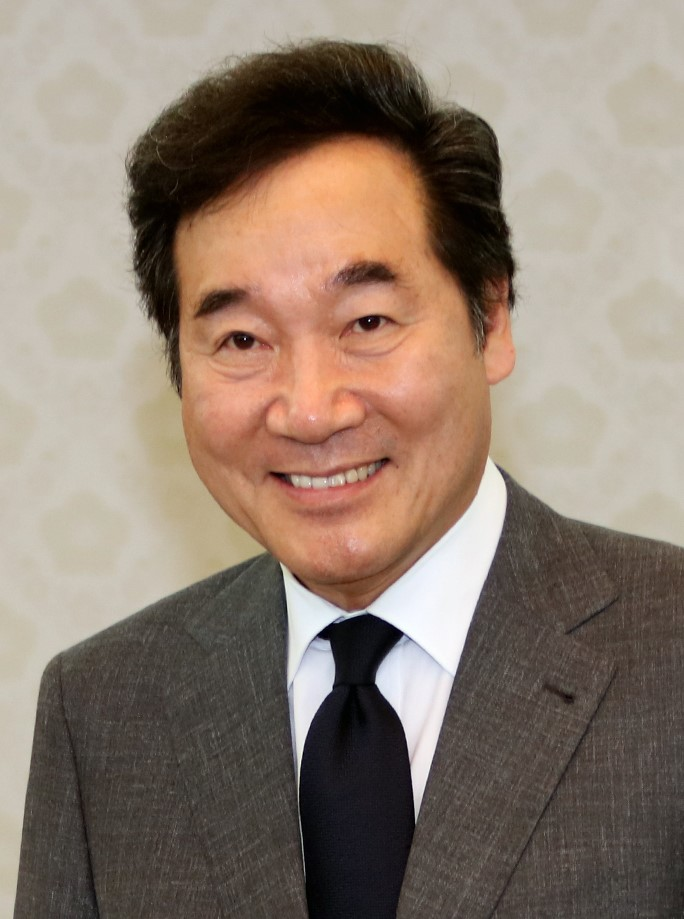
Lee Nak-yon (2017)
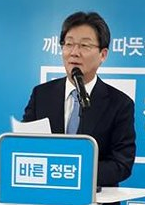
Yoo Seong-min (2018)

### Nicht wahlberechtigt
Nachdem er am 24. April 2025 seine Kandidatur erklärt hatte, wurde Jeon Kwang-hoon aufgrund früherer Verstöße gegen das Wahlgesetz für nicht wahlberechtigt befunden. Jeons Freiheitliche Einheitspartei nominierte daraufhin am 9. Mai den Anwalt Ku Ju-wa als ihren Präsidentschaftskandidaten. Ku zog seine Kandidatur zehn Tage später zurück.

## Inhaltliche Themen

### Arbeitsmarkt

Wahlplakate in Südkorea, 2025

Sowohl die oppositionelle Deobureo-minju-Partei als auch die Regierungspartei Gungminui-him versprachen in ihrem Wahlprogramm Versionen einer kürzeren Arbeitswoche, um Wähler für sich zu gewinnen, die eine bessere Work-Life-Balance wünschten.
Lee Jae-myung, der Kandidat der Demokratischen Partei, schlug vor, die Gesamtarbeitszeit von 40 auf 36 Stunden pro Woche zu reduzieren, ohne Lohnkürzungen. Mit dem Ziel, die durchschnittliche Jahresarbeitszeit in Korea bis 2030 unter den OECD-Durchschnitt von 1.742 Stunden zu senken, strebte Lees Partei letztlich eine 4-Tage-Woche an. Die aktuell bekannte Zahl zum Zeitpunkt der Wahl für Korea hatte im Jahr 2023 bei 1.874 Stunden pro Jahr gelegen. „Wir müssen unsere Politik mutig ändern, um eine nachhaltige Work-Life-Balance zu erreichen“, sagte Lee am 30. April 2025 in einem Beitrag auf seiner Facebook-Seite. „Wir werden die durchschnittliche Arbeitszeit in Südkorea bis 2030 unter den OECD-Durchschnitt senken. Um dies zu erreichen, ist die aktive Beteiligung der Unternehmen unerlässlich. Wir werden klare Unterstützungsmaßnahmen für Unternehmen schaffen, die die 4,5-Tage-Woche einführen. Langfristig müssen wir uns in Richtung einer Vier-Tage-Woche bewegen.“
In einer Reihe von politischen Versprechen, die über Facebook veröffentlicht wurden und sich an Büroangestellte richteten, betonte Lee, dass das Zeitalter, in dem lange Arbeitszeiten den Erfolg garantierten, nun der Vergangenheit angehöre. Mit den zunehmenden Fortschritten in der Entwicklung künstlicher Intelligenz würden repetitive und routinemäßige Aufgaben zunehmend von Maschinen übernommen werden, so dass sich die Menschen selbst mehr auf Kreativität und wertschöpfende Arbeit konzentrieren könnten. „In dieser neuen Zeitalter, in der der Werte der Menschlichkeit wichtiger denn je sind, ist es absolut unerlässlich, ausreichend Ruhe und Zeit zum Aufladen zu gewährleisten“, schrieb er. Als Teil seines umfassenderen Plans zur Förderung von Ruhe und Freizeit versprach Lee, die Urlaubszuschüsse durch ein dreiteiliges Unterstützungsprogramm auszuweiten, das eine allgemeine Urlaubshilfeinitiative, einen lokalen Tourismussubventionsplan und die Unterstützung für kurze Inlandsreisen im Rahmen der „Shortcut Travel“-Initiative umfasste. Um die Beteiligung am bestehenden Urlaubszuschusssystem für Arbeitnehmer zu fördern – das zur Zeit der Wahl Beiträge von 200.000 Won (etwa 145 US-Dollar) von Arbeitnehmern umfasste, die durch jeweils 100.000 Won (etwa 72 US-Dollar) von Arbeitgebern und der Regierung ergänzt wurden – sagte Lee, er würde den Beitrag der Regierung erhöhen und die Anspruchsberechtigung erweitern, damit mehr Arbeitnehmer davon profitieren könnten. Er versprach außerdem, ein System einzuführen, das es ermöglichte, ungenutzten Jahresurlaub innerhalb von drei Jahren zu übertragen und zu nutzen, um es den Arbeitnehmern zu erleichtern, bei Bedarf Urlaub zu nehmen.
Die Lösung der Gungminui-him war eine ganz Andere. Unter Beibehaltung der 40-Stunden-Woche würden die Mitarbeiter von Montag bis Donnerstag zusätzlich zu den üblichen acht Stunden eine zusätzliche Stunde arbeiten, um am Freitag einen halben Tag frei zu bekommen. Laut den Aussagen der Partei könnten die Änderungen eine flexiblere Arbeitszeit ermöglichen.

### Wirtschaft
Lee Jae-myung stellte eine neue umfassende Vision namens „잘사니즘“ (Jalsanism) vor – eine Welt, in der alle gemeinsam gut leben. Sein Hauptkonzept, die „Grundlegende Gesellschaft“ (기본사회), war die praktische Umsetzung dieser Philosophie: Es beinhaltete Elemente wie das bedingungslose Grundeinkommen, „Grundwohnungen“, medizinische Grundversorgung und Basisfinanzdienstleistungen, die nicht als bloße Sozialleistungen, sondern als essenzielle Infrastruktur für nationale Stabilität und soziale Nachhaltigkeit definiert wurden, um einen „aktiven Wohlfahrtsstaat“ zu schaffen. Lee baute dieses Konzept zur „Erweiterten Grundlegenden Gesellschaft“ aus, um auf Herausforderungen wie die digitalen Transformation, der universellen Einführung von künstlicher Intelligenz, die Klimakrise und die Überalterung zu reagieren, was als Neudefinition der staatlichen Rolle bewertet wurde.
Um den regionalen Tourismus wiederzubeleben, schlug Lee vor, ein „lokales Tourismus-Urlaubs-Unterstützungs-Programm“ zu schaffen, das es Einzelpersonen ermöglichen würde, Reisen zu Reisezielen ihrer Wahl im Voraus zu buchen, wobei die Kosten teilweise sowohl von der Zentralregierung als auch von den lokalen Regierungen übernommen würden. Vorgebliches Ziel war es, Inlandsreisen erschwinglicher und zugänglicher zu machen. Er sagte auch, dass seine Regierung Kurzurlaube, wie z. B. eintägige Inlandsreisen mit einer Nacht, im Rahmen des Programms „Shortcut Travel“ aktiv unterstützen würde.
Kim schlug vor, eine Deregulierungsbehörde zu schaffen. Die Mittel sollten aus dem Forschungsministeriums bereitgestellt werden. Kim setzte sich für den Ausbau der Hochgeschwindigkeitsstrecken der Eisenbahn nach Chungcheong-do ein. Dort wollte er auch den Ausbau der Wirtschaftszweige Biotechnologie und Künstliche Intelligenz vorantreiben, und zwar indem die Anreize für Unternehmen durch Steuersenkungen und Arbeitsmarktreformen erhöht würden. Lee Jae-myung wollte mit einer aktiven Wirtschaftpolitik die Branchen Künstlicher Intelligenz, Erneuerbare Energien und Kultur fördern. Beim Wirtschaftswachstum sollte aber der Mensch im Mittelpunkt stehen. Auch Kwon wollte ein gerechtes Wirtschaftswachstum für Arbeitnehmer und marginaliserte Gruppen.
Kim hatte vor, sogleich Donald Trump um ein Gespräch zu bitten, um die außenwirtschaftlichen Beziehungen zwischen Südkorea und den USA zu stärken. Ähnlich äußerte sich Lee Jun-seok, welcher die gemeinsamen Interessen Seouls und Washingtons betonte sowie auch mit anderen Nationen. Lee Jae-myung plante eine vorsichtige Haltung in den Verhandlungen mit den Vereinigten Staaten, nichts dürfe überstürzt werden. Kwon hingegen kündigte eine Verhandlungsposition ein, bei der Südkorea seine Interessen gegenüber den Vereinigten Staaten souverän behaupten müsse, die Zolltarife seien zurückzuweisen.

### Gleichstellung
Lee Jun-seok kündigte an das Ministerium für Geschlechtergleichheit und Familie abzuschaffen. Dieser Vorschlag wurde in der Öffentlichkeit als antifeministisch bewertet. Kim plante keine Veränderungen am Ministerium und hielt den Vorschlag für wenig zielführend, während Lee Jae-myung dessen Stärkung erwog. Es handelte sich um ein Ziel des abgesetzten Präsidenten Yoon, das dieser nicht umgesetzt hatte. Obwohl sükoreanische Frauen maßgeblich an den Protesten während des Kriegsrechts-Zustands im Jahr 2024 beteiligt waren, kamen Frauen im Wahlkampf kaum vor.

### Außenpolitik
Lee Jae-myung sah das strategisches Bündnis mit den Vereinigten Staaten auch künftig als den richtigen Weg an. Gegenüber China und Russland wolle er jedoch einen pragmatischen Weg gehen. Er trat dafür ein, dass sich Südkorea nicht in den Konflikt zwischen China und Taiwan hineinziehen lasse und beiden mit Dankbarkeit begegnen möge.

### Verfassungsreformen
Infolge des Amtsenthebungsverfahrens gegen den Vorgänger Yoon spielten auch Verfassungsreformen eine Rolle im Wahlkampf. Lee Jae-myung schlug vor, dass der Präsident künftig einmal wiedergewählt werden könne und seine Wahlperiode von fünf auf vier Jahre verkürzt werde. Kim begrüßte Lees Vorschlag. Er wollte einmalig die Amtszeit auf drei Jahre beschränken, damit die kommende Parlamentswahl in Südkorea 2028 mit der kommenden Präsidentschaftswahl zusammenfalle.
Lee Jae-myung schlug vor, die Vetorechte des Präsidenten gegenüber dem Parlament zu beschränken: Künftig sollte der Präsident kein Vetorecht mehr haben in Fragen von Korruption, wenn es um ihn selbst oder seine Familie gehe. Kim wollte die Immnunität des Präsidenten bei Strafverfahren aufheben. Das Parlament solle künftig den Premierminister bestimmen können, und nicht mehr der Präsident selbst. Lee Jae-myung befürwortete eine Reform der Aufgaben der Staatsanwaltschaft, dass sie künftig keine Haftbefehle bei Gerichten mehr beantragen können möge.
Kim forderte, die Nationalversammlung in die Stadt Sejong zu verlegen.
Lee Jae-myung schlug die Einführung eines Volksabstimmungsrechts zur Abberufung von Parlamentsabgeordneten vor, um die Rechenschaftspflicht gewählter Beamter zu erhöhen.

## Umfragen vor der Wahl

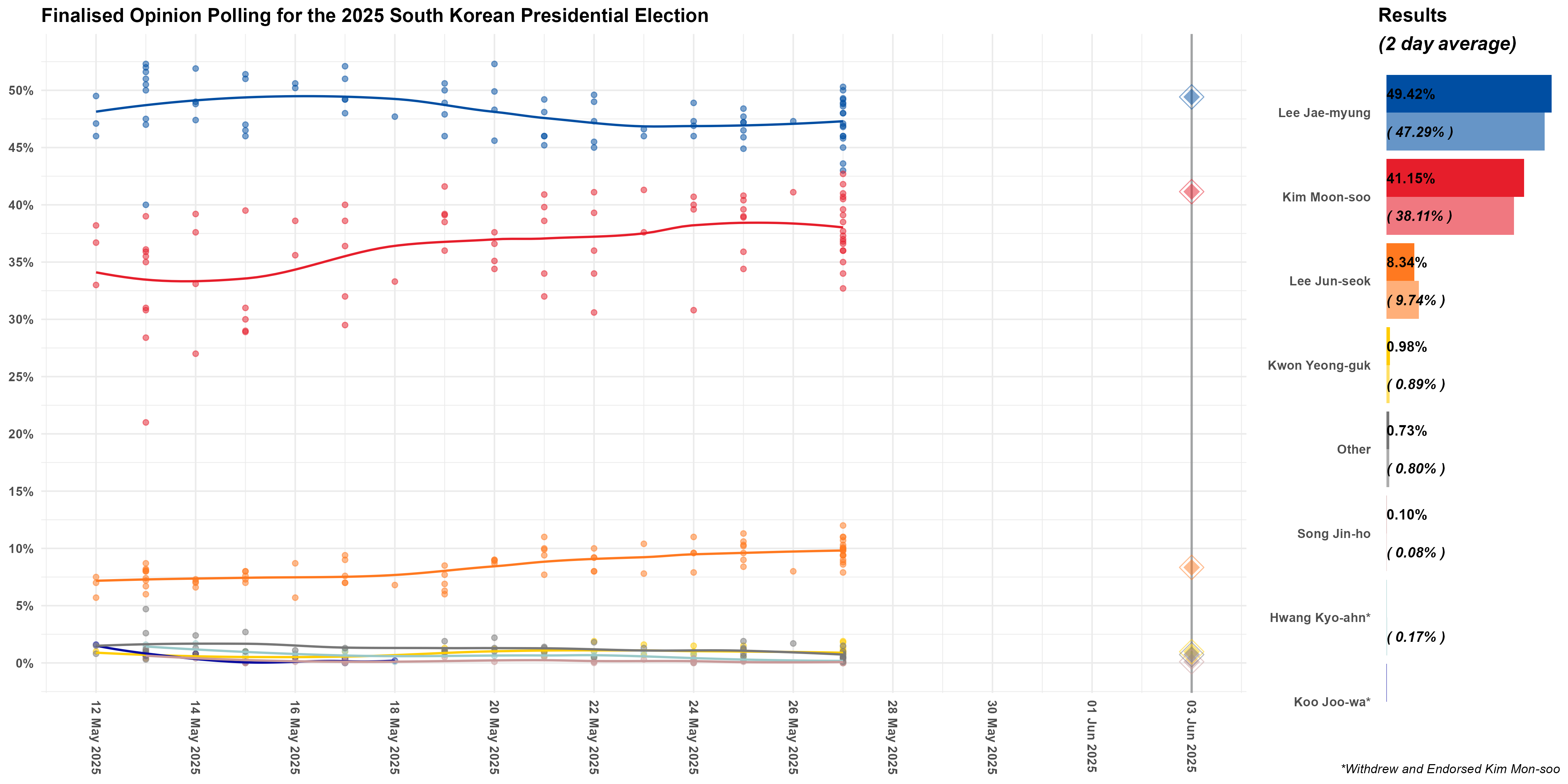
LOESS-Diagramm der Wahlumfragen zur Präsidentschaftswahl in Südkorea 2025 seit dem 12. Mai bis 3. Juni 2025 im 2-Tage-Mittelwert

| Erhe- bungs- zeit- raum | Stich- proben- größe                                                         | Fehler- marge | Umfrage- institut | DP | MdS | RP | JP | FEP | parteilos | parteilos | Sons- tige | Unent- schlos- sene / k. A. | Vor- sprung |   |      |      |      |      |
| Erhe- bungs- zeit- raum | Stich- proben- größe                                                         | Fehler- marge | Umfrage- institut | Lee Jae-myung | Kim Moon-soo | Lee Jun-seok | Kwon Yeong-guk | Ku Ju-wa | Hwang Kyo-ahn | Song Jin-ho | Sons- tige | Unent- schlos- sene / k. A. | Vor- sprung |   |      |      |      |      |
| ----------------------- | ---------------------------------------------------------------------------- | --- | --- | --- | --- | --- | --- | --- | --- | --- | --- | --- | --- | - | ---- | ---- | ---- | ---- |
| Erhe- bungs- zeit- raum | Stich- proben- größe                                                         | Fehler- marge | Umfrage- institut | 3. Juni 2025 | 35.236.497 | Wahlergebnis der Präsidentschaftswahl | Wahlergebnis der Präsidentschaftswahl | 49,42 | 41,15 | 8,34 | 0,98 | × | Vor- sprung | × | 0,10 | 0,73 | 0,73 | 8,27 |
| 3. Juni 2025            | 80.146                                                                       | ±0,8 | KBS/MBC/SBS (Wahltagsbefragung) | 51,7 | 39,3 | 7,7 | — | × | × | — | — | — | 12,4 |   |      |      |      |      |
| 3. Juni 2025            | 1.536                                                                        | ±2,5 | KOPRA / Asia Today (Wahltagsbefragung) | 47,3 | 42,7 | 5,7 | 2,4 | × | × | — | 0,7 | 1,2 | 4,6 |   |      |      |      |      |
| 30. Mai–3. Juni 2025    | 12.077                                                                       | ±0,9 | Metavoice / JTBC | 44 | 37 | 7 | 1 | × | × | — | — | 11 | 7 |   |      |      |      |      |
| 31. Mai–2. Juni 2025    | 3.004                                                                        | ±1,8 | Flower Research | 49,6 | 33,8 | 6,6 | 1,1 | × | × | — | 0,4 | 9,5 | 15,8 |   |      |      |      |      |
| 1. Juni 2025            | Kandidat Hwang Kyo-ahn erklärte seinen Rückzug von der Präsidentschaftswahl. | Kandidat Hwang Kyo-ahn erklärte seinen Rückzug von der Präsidentschaftswahl. | Kandidat Hwang Kyo-ahn erklärte seinen Rückzug von der Präsidentschaftswahl. | Kandidat Hwang Kyo-ahn erklärte seinen Rückzug von der Präsidentschaftswahl. | Kandidat Hwang Kyo-ahn erklärte seinen Rückzug von der Präsidentschaftswahl. | Kandidat Hwang Kyo-ahn erklärte seinen Rückzug von der Präsidentschaftswahl. | Kandidat Hwang Kyo-ahn erklärte seinen Rückzug von der Präsidentschaftswahl. | Kandidat Hwang Kyo-ahn erklärte seinen Rückzug von der Präsidentschaftswahl. | Kandidat Hwang Kyo-ahn erklärte seinen Rückzug von der Präsidentschaftswahl. | Kandidat Hwang Kyo-ahn erklärte seinen Rückzug von der Präsidentschaftswahl. | Kandidat Hwang Kyo-ahn erklärte seinen Rückzug von der Präsidentschaftswahl. | Kandidat Hwang Kyo-ahn erklärte seinen Rückzug von der Präsidentschaftswahl. | Kandidat Hwang Kyo-ahn erklärte seinen Rückzug von der Präsidentschaftswahl. |   |      |      |      |      |
| 27. Mai–3. Juni 2025    | Keine Bekanntgabe von Umfrageergebnissen kurz vor dem Wahltag.               | Keine Bekanntgabe von Umfrageergebnissen kurz vor dem Wahltag. | Keine Bekanntgabe von Umfrageergebnissen kurz vor dem Wahltag. | Keine Bekanntgabe von Umfrageergebnissen kurz vor dem Wahltag. | Keine Bekanntgabe von Umfrageergebnissen kurz vor dem Wahltag. | Keine Bekanntgabe von Umfrageergebnissen kurz vor dem Wahltag. | Keine Bekanntgabe von Umfrageergebnissen kurz vor dem Wahltag. | Keine Bekanntgabe von Umfrageergebnissen kurz vor dem Wahltag. | Keine Bekanntgabe von Umfrageergebnissen kurz vor dem Wahltag. | Keine Bekanntgabe von Umfrageergebnissen kurz vor dem Wahltag. | Keine Bekanntgabe von Umfrageergebnissen kurz vor dem Wahltag. | Keine Bekanntgabe von Umfrageergebnissen kurz vor dem Wahltag. | Keine Bekanntgabe von Umfrageergebnissen kurz vor dem Wahltag. |   |      |      |      |      |
| 27. Mai 2025            | 1.012                                                                        | ±3,1 | Jowon C&I / Straight News | 50,0 | 37,3 | 9,4 | — | × | — | — | 1,5 | 1,7 | 12,7 |   |      |      |      |      |
| 27. Mai 2025            | 1.544                                                                        | ±2,5 | Hangil Research / Polinews | 45,8 | 40,7 | 8,6 | 1,0 | × | — | — | 0,8 | 3,2 | 5,1 |   |      |      |      |      |
| 27. Mai 2025            | 1.000                                                                        | ±3,1 | KOPRA / Asia Today | 46 | 41 | 9 | 1 | × | 0 | 0 | — | 2 | 5 |   |      |      |      |      |
| 26.–27. Mai 2025        | 1.039                                                                        | ±3,0 | Media Tomato / News Tomato | 48,6 | 38,5 | 10,1 | 1,2 | × | — | — | 0,4 | 1,2 | 10,1 |   |      |      |      |      |
| 26.–27. Mai 2025        | 1.005                                                                        | ±3,1 | Metavoice / JTBC | 48 | 35 | 12 | 0 | × | 0 | 0 | — | 4 | 13 |   |      |      |      |      |
| 26.–27. Mai 2025        | 1.000                                                                        | ±3,1 | Researchview / KPI News | 46,8 | 40,5 | 9,8 | 0,9 | × | 0,5 | — | 0,1 | 1,5 | 6,3 |   |      |      |      |      |
| 26.–27. Mai 2025        | 1.000                                                                        | ±3,1 | Korea Research / MBC | 43 | 36 | 11 | 0 | × | 0 | 0 | — | 9 | 7 |   |      |      |      |      |
| 26.–27. Mai 2025        | 5.028                                                                        | ±1,4 | Metavoice / OhmyNews | 47,1 | 39,1 | 9,8 | 0,9 | × | 0,5 | 0,4 | — | 2,2 | 8,0 |   |      |      |      |      |
| 26.–27. Mai 2025        | 1.003                                                                        | ±3,1 | Gallup Korea / SEDaily | 46 | 37 | 11 | 0 | × | 0 | — | — | 5 | 9 |   |      |      |      |      |
| 26.–27. Mai 2025        | 2.011                                                                        | ±2,2 | Flower Research | 50,3 | 32,7 | 9,4 | 0,9 | × | 0,4 | — | — | 6,5 | 17,6 |   |      |      |      |      |
| 26.–27. Mai 2025        | 1.003                                                                        | ±3,1 | Realmeter / EKN | 49,2 | 36,8 | 10,3 | 0,7 | × | 0,4 | 0,2 | — | 2,4 | 12,4 |   |      |      |      |      |
| 26.–27. Mai 2025        | 1.014                                                                        | ±3,1 | Ace Research / Newsis | 48,9 | 39,6 | 9,9 | 0,5 | × | — | — | 0,5 | 1,2 | 9,3 |   |      |      |      |      |
| 26.–27. Mai 2025        | 1.005                                                                        | ±3,1 | KSOI / CBS | 49,3 | 36,6 | 9,4 | 1,9 | × | 0,3 | 0,1 | — | 2,3 | 12,7 |   |      |      |      |      |
| 26.–27. Mai 2025        | 1.000                                                                        | ±3,1 | Gongjung / Dailian | 43,6 | 42,7 | 8,8 | 1,8 | × | 0,0 | 0,0 | 0,7 | 2,4 | 1,1 |   |      |      |      |      |
| 25.–27. Mai 2025        | 1.003                                                                        | ±3,1 | Ipsos / SBS | 48 | 34 | 10 | 1 | × | 0 | 0 | — | 8 | 14 |   |      |      |      |      |
| 25.–27. Mai 2025        | 6.001                                                                        | ±1,3 | Research Min / Newdaily | 46,9 | 41,8 | 7,9 | 1,4 | × | — | — | 0,5 | 1,4 | 5,1 |   |      |      |      |      |
| 25.–27. Mai 2025        | 1.000                                                                        | ±3,1 | Hankook Researach / KBS | 45 | 36 | 10 | 1 | × | 0 | 0 | — | 8 | 9 |   |      |      |      |      |
| 24.–27. Mai 2025        | 15.008                                                                       | ±0,8 | Flower Research | 48,8 | 37,7 | 10,7 | — | × | — | — | 1,0 | 1,8 | 11,1 |   |      |      |      |      |
| 25.–26. Mai 2025        | 1.000                                                                        | ±3,1 | Media Research / Newspim | 47,3 | 41,1 | 8,0 | — | × | — | — | 1,7 | 1,9 | 6,2 |   |      |      |      |      |
| 24.–25. Mai 2025        | 1.008                                                                        | ±3,1 | Research&Research / Dong-A Ilbo | 45,9 | 34,4 | 11,3 | — | × | — | — | 1,2 | 7,2 | 11,5 |   |      |      |      |      |
| 24.–25. Mai 2025        | 2.004                                                                        | ±2,2 | Jowon C&I / Straight News | 47,7 | 38,9 | 10,2 | — | × | — | — | 1,3 | 2,0 | 8,8 |   |      |      |      |      |
| 24.–25. Mai 2025        | 3,028                                                                        | ±1,8 | Ace Research / LPK | 46,5 | 40,4 | 10,3 | — | × | — | — | 0,8 | 2,0 | 6,1 |   |      |      |      |      |
| 24.–25. Mai 2025        | 1.010                                                                        | ±3,1 | Jowon C&I / Hanyang Economy | 47,2 | 39,0 | 10,6 | — | × | — | — | 1,9 | 1,4 | 8,2 |   |      |      |      |      |
| 24.–25. Mai 2025        | 1.011                                                                        | ±3,1 | Gongjung / PennMike | 47.2 | 40,8 | 9,0 | 1,1 | × | — | — | 0,2 | 1,7 | 6,4 |   |      |      |      |      |
| 24.–25. Mai 2025        | 2.008                                                                        | ±2,2 | Research Min / Newdaily | 48,4 | 39,6 | 8,4 | 1,5 | × | — | — | 0,6 | 1,5 | 8,8 |   |      |      |      |      |
| 23.–25. Mai 2025        | 1.003                                                                        | ±3,1 | Next Research / MBN | 44,9 | 35,9 | 9,6 | 0,5 | × | 0,4 | 0,1 | — | 8,7 | 9,0 |   |      |      |      |      |
| 24. Mai 2025            | 1.001                                                                        | ±3,1 | KOPRA / Asia Today | 46 | 40 | 11 | 1 | × | 0 | 0 | — | 1 | 6 |   |      |      |      |      |
| 23.–24. Mai 2025        | 2.004                                                                        | ±2,2 | Flower Research | 48,9 | 30,8 | 9,6 | 0,7 | × | 0,3 | 0,1 | — | 9,5 | 18,1 |   |      |      |      |      |
| 23.–24. Mai 2025        | 1.001                                                                        | ±3,1 | KSOI / CBS | 47,3 | 39,6 | 9,6 | 1,5 | × | 0,3 | 0,0 | — | 1,6 | 7,7 |   |      |      |      |      |
| 23.–24. Mai 2025        | 1.016                                                                        | ±3,1 | KIR / Cheonjiilbo | 46,9 | 40,7 | 7,9 | 0,8 | × | 0,8 | 0,4 | — | 2,5 | 6,2 |   |      |      |      |      |
| 22.–23. Mai 2025        | 1.009                                                                        | ±3,1 | Realmeter / EKN | 46,6 | 37,6 | 10,4 | 1,6 | × | 0,9 | 0,3 | — | 2,5 | 9,0 |   |      |      |      |      |
| 22.–23. Mai 2025        | 1.000                                                                        | ±3,1 | Hangil Research / Polinews | 46,0 | 41,3 | 7,8 | 0,7 | × | — | — | 1,3 | 2,9 | 4,7 |   |      |      |      |      |
| 21.–22. Mai 2025        | 1.007                                                                        | ±3,1 | Gongjung / PennMike | 45,5 | 41,1 | 9,2 | — | × | — | — | 1,8 | 2,4 | 4,4 |   |      |      |      |      |
| 21.–22. Mai 2025        | 2.005                                                                        | ±2,2 | Flower Research | 49,6 | 30,6 | 9,2 | 0,5 | × | 0,4 | 0,1 | — | 9,6 | 19,0 |   |      |      |      |      |
| 21.–22. Mai 2025        | 1.002                                                                        | ±3,1 | KIR / Cheonjiilbo | 47,3 | 39,3 | 8,0 | 1,9 | × | 0,6 | 0,1 | — | 2,8 | 8,0 |   |      |      |      |      |
| 20.–22. Mai 2025        | 3.000                                                                        | ±1,8 | Hankook Researach / KBS | 49 | 34 | 8 | 1 | × | 1 | 0 | — | 7 | 15 |   |      |      |      |      |
| 20.–22. Mai 2025        | 1.002                                                                        | ±3,1 | Gallup Korea | 45 | 36 | 10 | — | × | — | — | 0,5 | 8 | 9 |   |      |      |      |      |
| 21. Mai 2025            | 1.009                                                                        | ±3,1 | WinG Korea / Voice of Seoul | 49,2 | 39,8 | 7,7 | — | × | — | — | 0,9 | 2,4 | 9,4 |   |      |      |      |      |
| 20.–21. Mai 2025        | 1.007                                                                        | ±3,1 | Gallup Korea / KARN | 46 | 34 | 11 | 1 | × | — | — | — | 8 | 12 |   |      |      |      |      |
| 20.–21. Mai 2025        | 1.002                                                                        | ±3,1 | EveryResearch / Newsspirit | 45,2 | 40,9 | 9,9 | — | × | — | — | 1,4 | 2,5 | 4,3 |   |      |      |      |      |
| 20.–21. Mai 2025        | 1.012                                                                        | ±3,1 | Realmeter / EKN | 48,1 | 38,6 | 9,4 | 0,6 | × | 0,6 | 0,5 | 1,3 | 0,8 | 9,5 |   |      |      |      |      |
| 19.–21. Mai 2025        | 1.002                                                                        | ±3,1 | NBS | 46 | 32 | 10 | 1 | × | — | — | — | 10 | 14 |   |      |      |      |      |
| 19.–20. Mai 2025        | 1.014                                                                        | ±3,1 | Research&Research / Channel A | 45,6 | 34,4 | 9,0 | — | × | — | — | 1,3 | 9,8 | 11,2 |   |      |      |      |      |
| 19.–20. Mai 2025        | 1.000                                                                        | ±3,1 | Media Research / Newspim | 49,9 | 36,6 | 8,7 | — | × | — | — | 2,2 | 2,7 | 13,3 |   |      |      |      |      |
| 19.–20. Mai 2025        | 1.002                                                                        | ±3,1 | KIR / Cheonjiilbo | 48,3 | 37,6 | 8,9 | 1,2 | × | 0,6 | 0,1 | — | 3,3 | 10,7 |   |      |      |      |      |
| 17.–20. Mai 2025        | 15.009                                                                       | ±0,8 | Flower Research | 52,3 | 35,1 | 9,0 | — | × | — | — | 1,0 | 2,7 | 17,2 |   |      |      |      |      |
| 19. Mai 2025            | 1.000                                                                        | ±3,1 | Every Research | 46,0 | 41,6 | 8,5 | 1,1 | × | 0,7 | 0,5 | — | 1,5 | 4,4 |   |      |      |      |      |
| 18.–19. Mai 2025        | 1.004                                                                        | ±3,1 | Ace Research / Newsis | 50,6 | 39,2 | 6,3 | — | × | — | — | 1,1 | 2,7 | 11,4 |   |      |      |      |      |
| 18.–19. Mai 2025        | 1.001                                                                        | ±3,1 | Embrain Public / YTN | 50 | 36 | 6 | — | × | — | — | 1 | 7 | 14 |   |      |      |      |      |
| 17.–19. Mai 2025        | 2.002                                                                        | ±2,2 | Jowon C&I / Straight News | 47,9 | 38,5 | 7,7 | — | × | — | — | 1,9 | 3,4 | 9,4 |   |      |      |      |      |
| 17.–19. Mai 2025        | 1.017                                                                        | ±3,1 | Hangil Research / Polinews | 48,9 | 39,1 | 6,9 | 1,3 | × | — | — | 0,9 | 2,8 | 9,8 |   |      |      |      |      |
| 19. Mai 2025            | Kandidat Ku Ju-wa erklärte seinen Rückzug von der Präsidentschaftswahl.      | Kandidat Ku Ju-wa erklärte seinen Rückzug von der Präsidentschaftswahl. | Kandidat Ku Ju-wa erklärte seinen Rückzug von der Präsidentschaftswahl. | Kandidat Ku Ju-wa erklärte seinen Rückzug von der Präsidentschaftswahl. | Kandidat Ku Ju-wa erklärte seinen Rückzug von der Präsidentschaftswahl. | Kandidat Ku Ju-wa erklärte seinen Rückzug von der Präsidentschaftswahl. | Kandidat Ku Ju-wa erklärte seinen Rückzug von der Präsidentschaftswahl. | Kandidat Ku Ju-wa erklärte seinen Rückzug von der Präsidentschaftswahl. | Kandidat Ku Ju-wa erklärte seinen Rückzug von der Präsidentschaftswahl. | Kandidat Ku Ju-wa erklärte seinen Rückzug von der Präsidentschaftswahl. | Kandidat Ku Ju-wa erklärte seinen Rückzug von der Präsidentschaftswahl. | Kandidat Ku Ju-wa erklärte seinen Rückzug von der Präsidentschaftswahl. | Kandidat Ku Ju-wa erklärte seinen Rückzug von der Präsidentschaftswahl. |   |      |      |      |      |
| 16.–18. Mai 2025        | 1.007                                                                        | ±3,1 | Next Research / MBN | 47,7 | 33,3 | 6,8 | — | 0,2 | 0,1 | — | — | 11,9 | 14,4 |   |      |      |      |      |
| 17. Mai 2025            | 1.005                                                                        | ±3,1 | KOPRA / Asia Today | 48 | 40 | 9 | 1 | 0 | 1 | 0 | — | 2 | 8 |   |      |      |      |      |
| 16.–17. Mai 2025        | 1.002                                                                        | ±3,1 | Ipsos / Korea Economic Daily | 51 | 32 | 7 | 0 | 0 | 0 | — | — | 10 | 19 |   |      |      |      |      |
| 16.–17. Mai 2025        | 2.007                                                                        | ±2,2 | Flower Research | 52,1 | 29,5 | 7,0 | 0,3 | 0,2 | 0,6 | 0,1 | — | 10,2 | 22,6 |   |      |      |      |      |
| 16.–17. Mai 2025        | 2.005                                                                        | ±2,2 | Research Min / Newdaily | 49,2 | 38,6 | 7,6 | — | — | — | — | 1,3 | 3,3 | 10,6 |   |      |      |      |      |
| 16–17 May 2025          | 1,007                                                                        | ±3,1 | KSOI / CBS | 49,2 | 36,4 | 9,4 | 0,4 | 0,4 | 1,2 | 0,2 | — | 3,0 | 12,8 |   |      |      |      |      |
| 15.–16. Mai 2025        | 1.005                                                                        | ±3,1 | Korea Information Research / Cheonjiilbo | 50,6 | 38,6 | 5,7 | 0,3 | 0,5 | 0,8 | 0,1 | — | 3,4 | 12,0 |   |      |      |      |      |
| 14.–16. Mai 2025        | 1.509                                                                        | ±2,5 | Realmeter / EKN | 50,2 | 35,6 | 8,7 | — | — | — | — | 1,1 | 4,4 | 14,6 |   |      |      |      |      |
| 14.–15. Mai 2025        | 1.001                                                                        | ±3,1 | Gongjung / PennMike | 46,5 | 39,5 | 7,3 | — | — | — | — | 2,7 | 4,0 | 7,0 |   |      |      |      |      |
| 14.–15. Mai 2025        | 1.003                                                                        | ±3,1 | Korea Research / MBC | 47 | 30 | 7 | 0 | — | 1 | 0 | — | 15 | 17 |   |      |      |      |      |
| 14.–15. Mai 2025        | 2.012                                                                        | ±2,2 | Flower Research | 51.4 | 28,9 | 7,6 | 0,3 | 0,1 | 0,7 | — | — | 11,1 | 22,5 |   |      |      |      |      |
| 13.–15. Mai 2025        | 1.000                                                                        | ±3,1 | Hankook Research / KBS | 46 | 31 | 8 | 1 | 0 | 1 | 0 | — | 12 | 15 |   |      |      |      |      |
| 13.–15. Mai 2025        | 1.004                                                                        | ±3,1 | Gallup Korea | 51 | 29 | 8 | — | — | — | — | 1 | 12 | 22 |   |      |      |      |      |
| 14. Mai 2025            | 1.000                                                                        | ±3,1 | WinG Korea / Voice of Seoul | 48,8 | 37,6 | 7,3 | — | — | — | — | 2,4 | 4,0 | 11,2 |   |      |      |      |      |
| 13.–14. Mai 2025        | 1005                                                                         | ±3,1 | Realmeter / Media Tribune | 51,9 | 33,1 | 6,6 | 0,6 | 0,8 | 1,7 | 0,4 | — | 4,9 | 18,8 |   |      |      |      |      |
| 13.–14. Mai 2025        | 1.002                                                                        | ±3,1 | Hangil Research / Polinews | 47,4 | 39,2 | 7,1 | 0,8 | — | — | — | 1,3 | 4,1 | 8,2 |   |      |      |      |      |
| 12.–14. Mai 2025        | 1.000                                                                        | ±3,1 | NBS | 49 | 27 | 7 | — | — | — | — | — | 16 | 22 |   |      |      |      |      |
| 13. Mai 2025            | 1.004                                                                        | ±3,1 | KOPRA / Asia Today | 47 | 39 | 8 | 1 | — | 1 | — | — | 4 | 8 |   |      |      |      |      |
| 12.–13. Mai 2025        | 3.000                                                                        | ±1,8 | Hankook Researach / Hankook Ilbo | 40 | 21 | 6 | — | — | — | — | 1 | 32 | 19 |   |      |      |      |      |
| 12.–13. Mai 2025        | 1.009                                                                        | ±3,1 | Metavoice / OhmyNews | 47,5 | 36,1 | 8,7 | 0,4 | 0,6 | 1,6 | 1,1 | 0,3 | 3,8 | 11,4 |   |      |      |      |      |
| 12.–13. Mai 2025        | 2.004                                                                        | ±2,2 | Flower Research | 52,0 | 28,4 | 7,4 | — | — | — | — | 0,8 | 11,5 | 23,6 |   |      |      |      |      |
| 12.–13. Mai 2025        | 1.033                                                                        | ±3,0 | Media Tomato / News Tomato | 52,3 | 35,9 | 6,7 | — | — | — | — | 1,2 | 3,9 | 16,4 |   |      |      |      |      |
| 12.–13. Mai 2025        | 1.000                                                                        | ±3,1 | Media Research / Newspim | 51,6 | 35,5 | 7,2 | — | — | — | — | 2,6 | 3,2 | 16,1 |   |      |      |      |      |
| 12.–13. Mai 2025        | 1.002                                                                        | ±3,1 | Korea Information Research / Cheonjiilbo | 50,5 | 30,8 | 8,1 | — | — | — | — | 4,7 | 5,8 | 19,7 |   |      |      |      |      |
| 12.–13. Mai 2025        | 1.002                                                                        | ±3,1 | Gallup Korea | 51 | 31 | 8 | — | — | — | — | — | 9,0 | 20 |   |      |      |      |      |
| 12.–13. Mai 2025        | 1.009                                                                        | ±3,1 | Gongjeong / PennMike | 50,0 | 35,0 | 8,2 | 0,6 | 0,7 | 1,4 | 0,4 | — | 3,7 | 15 |   |      |      |      |      |
| 12. Mai 2025            | 1.000                                                                        | ±3,1 | Every Research | 47,1 | 36,7 | 7,5 | 1,0 | 1,6 | — | — | 0,8 | 5,2 | 10,4 |   |      |      |      |      |
| 11.–12. Mai 2025        | 1.513                                                                        | ±2,5 | Hangil Research / Global Economic | 49,5 | 38,2 | 5,7 | — | — | — | — | 1,5 | 5,0 | 11,3 |   |      |      |      |      |
| 11.–12. Mai 2025        | 1.003                                                                        | ±3,1 | Embrain Public / YTN | 46 | 33 | 7 | — | — | — | — | — | 13 | 13 |   |      |      |      |      |
| Anmerkung:              | Anmerkung:                                                                   | alle Angaben in Prozent (%) „—“: keine Angabe; „×“ keine Angabe, weil Aussage nicht sinnvoll Ku Ju-wa (19.05.2025) und Hwang Kyo-Ahn (01.06.2025) zogen ihre Kandidaturen zurück | alle Angaben in Prozent (%) „—“: keine Angabe; „×“ keine Angabe, weil Aussage nicht sinnvoll Ku Ju-wa (19.05.2025) und Hwang Kyo-Ahn (01.06.2025) zogen ihre Kandidaturen zurück | alle Angaben in Prozent (%) „—“: keine Angabe; „×“ keine Angabe, weil Aussage nicht sinnvoll Ku Ju-wa (19.05.2025) und Hwang Kyo-Ahn (01.06.2025) zogen ihre Kandidaturen zurück | alle Angaben in Prozent (%) „—“: keine Angabe; „×“ keine Angabe, weil Aussage nicht sinnvoll Ku Ju-wa (19.05.2025) und Hwang Kyo-Ahn (01.06.2025) zogen ihre Kandidaturen zurück | alle Angaben in Prozent (%) „—“: keine Angabe; „×“ keine Angabe, weil Aussage nicht sinnvoll Ku Ju-wa (19.05.2025) und Hwang Kyo-Ahn (01.06.2025) zogen ihre Kandidaturen zurück | alle Angaben in Prozent (%) „—“: keine Angabe; „×“ keine Angabe, weil Aussage nicht sinnvoll Ku Ju-wa (19.05.2025) und Hwang Kyo-Ahn (01.06.2025) zogen ihre Kandidaturen zurück | alle Angaben in Prozent (%) „—“: keine Angabe; „×“ keine Angabe, weil Aussage nicht sinnvoll Ku Ju-wa (19.05.2025) und Hwang Kyo-Ahn (01.06.2025) zogen ihre Kandidaturen zurück | alle Angaben in Prozent (%) „—“: keine Angabe; „×“ keine Angabe, weil Aussage nicht sinnvoll Ku Ju-wa (19.05.2025) und Hwang Kyo-Ahn (01.06.2025) zogen ihre Kandidaturen zurück | alle Angaben in Prozent (%) „—“: keine Angabe; „×“ keine Angabe, weil Aussage nicht sinnvoll Ku Ju-wa (19.05.2025) und Hwang Kyo-Ahn (01.06.2025) zogen ihre Kandidaturen zurück | alle Angaben in Prozent (%) „—“: keine Angabe; „×“ keine Angabe, weil Aussage nicht sinnvoll Ku Ju-wa (19.05.2025) und Hwang Kyo-Ahn (01.06.2025) zogen ihre Kandidaturen zurück | alle Angaben in Prozent (%) „—“: keine Angabe; „×“ keine Angabe, weil Aussage nicht sinnvoll Ku Ju-wa (19.05.2025) und Hwang Kyo-Ahn (01.06.2025) zogen ihre Kandidaturen zurück | alle Angaben in Prozent (%) „—“: keine Angabe; „×“ keine Angabe, weil Aussage nicht sinnvoll Ku Ju-wa (19.05.2025) und Hwang Kyo-Ahn (01.06.2025) zogen ihre Kandidaturen zurück |   |      |      |      |      |

## Wahlberechtigte und Stimmabgabe

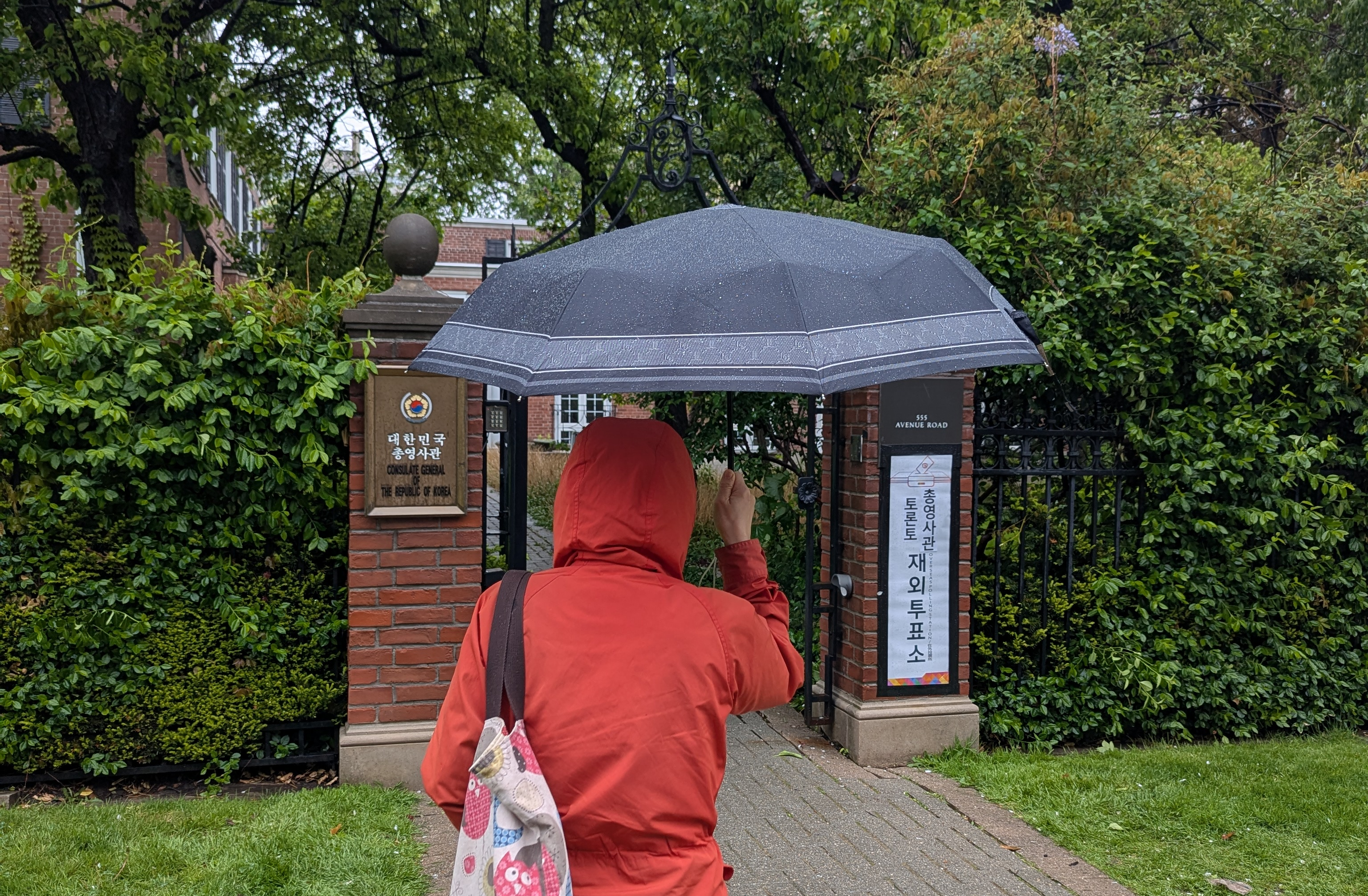
Auslandswahl in Toronto.

Zur Wahl wurden 44.391.871 Sükoreanerinnen und Südkoreaner aufgerufen, davon 258.254 Stimmberechtigte aus dem Ausland.
Die Wählerinnen und Wähler konnten ihre Stimme persönlich am Wahltag, dem 3. Juni 2025, zwischen 06:00 Uhr und 20:00 Uhr (nach Koreastandardzeit) abgeben. Dies entspricht in der Mitteleuropäischen Sommerzeit der Zeitspanne von 23:00 Uhr des Vortags bis 13:00 Uhr am 3. Juni. Außerdem war möglich, bereits am 29. und 30. Mai 2025 zwischen 06:00 Uhr und 18:00 Uhr die Stimme im Wahllokal abzugeben. Im Ausland hatten weltweit 223 Wahllokale in 182 Staaten, u. a. in den südkoreanischen Botschaftsgebäuden, vom 20. bis 25. Mai 2025 geöffnet, damit dort lebende Wahlberechtigte teilnehmen konnten. Sie öffneten an allen sechs Wahltagen von 08:00 Uhr bis 17:00 jeweils in örtlicher Zeit. Die Wähler im Ausland mussten sich für die Wahl registrieren.
Am 1. Juni 2025 hatten bereits rund 35 % der Wahlberechtigten ihre Stimme abgegeben.

## Ergebnis
Lee Jae-myung, Kandidat der sozialliberalen Demokratischen Partei (Deobureo-minju-Partei) entschied die Wahl für sich und ist damit zum 21. Präsidenten der Republik Korea gewählt worden. Mit 49,42 % erreichte er einen Vorsprung von 8,27 Prozentpunkten auf Kim Moon-soo, der für die ultrakonservative Partei Macht der Staatsbürger (Gungminui-him) 41,15 % erreichte. Lee Jun-seok von der konservativen Neuen Reformpartei erreichte als Drittplatzierter 8,34 %. Der Sozialdemokrat Kwon Young-guk erzielte als Bewerber der Demokratischen Arbeiterpartei 0,98 %, während der parteilose Einzelbewerber Song Jin-ho mit 0,10 % die wenigsten Stimmen erzielte.
Die Wahlbeteiligung bei der Präsidentschaftswahl 2025 lag bei 79,38 Prozent, das heißt 2,30 Prozentpunkte höher als 2022. Stimmen für Koo Joo-wa und Hwang Kyo-ahn, die ihre Kandidatur erst nach dem Druck der Wahlzettel zurückgezogen hatten, wurden als ungültig gewertet.
Die Nationale Wahlbehörde stellte am 4. Juni 2025 um 6:21 Uhr (UTC+9; entspricht 3. Juni 2025, 23:21 Uhr MESZ) das vorläufige amtliche Wahlergebnis fest. Sie ernannte Lee zum Präsidenten.

Karte der Wahlergebnisse nach Provinz

Vorläufiges amtliches Wahlergebnis:
| Kandidaten                                                      | Kandidaten            | Parteien              | Stimmen    | %    |
| --------------------------------------------------------------- | --------------------- | --------------------- | ---------- | ---- |
|                                                                 | Lee Jae-myunggewählt  | Deobureo-minju-Partei | 17.287.513 | 49,4 |
|                                                                 | Kim Moon-soo          | Gungminui-him         | 14.395.639 | 41,2 |
|                                                                 | Lee Jun-seok          | Gaehyeok-sin-Partei   | 2.917.523  | 8,3  |
|                                                                 | Kwon Young-guk        | Minju-nodong-Partei   | 344.150    | 1,0  |
|                                                                 | Song Jin-ho           | parteilos             | 35.791     | 0,1  |
| Gesamt                                                          | Gesamt                | Gesamt                | 34.980.616 | 100  |
|                                                                 |                       |                       |            |      |
| Gültige Stimmzettel                                             | Gültige Stimmzettel   | Gültige Stimmzettel   | 34.980.616 | –    |
| Ungültige Stimmzettel                                           | Ungültige Stimmzettel | Ungültige Stimmzettel | 255.881    | 0,7  |
| Wähler                                                          | Wähler                | Wähler                | 35.236.497 | 79,4 |
| Wahlberechtigte                                                 | Wahlberechtigte       | Wahlberechtigte       | 44.391.871 |      |
|                                                                 |                       |                       |            |      |
| Quelle: Nationale Wahlkommission der Republik Korea, 04.06.2025 |                       |                       |            |      |

## Politische Folgen
Lee Jae-myung dankte noch in der Wahlnacht zum 4. Juni 2025 seinen Wählern, Kim gratuierte ihm zum Wahlerfolg. Lee begann am 4. Juni 2025 um 6:21 Uhr der Ortszeit seine Arbeit als Präsident Südkoreas. Lee Jun-seok sah sich in seiner Entscheidung bestätigt, als eigenständiger Kandidat zusätzlich zu Kim angetreten zu sein und erwartete einen Einfluss davon auf das konservative Lager insgesamt.
Präsident Lee Jae-myung erhielt von seinem Vorgänger Lee Ju-ho, der weiterhin als Premierminister sowie Bildungs- und Finanzminister amtierte, das Angebot des Rücktritts aller Mitglieder des Kabinetts Yoon Suk-yeol. Lee Jae-myung nahm den Rücktritt des Justizminister Park Sung-jae an und lehnte alle anderen Rücktritte ab. Der Premierminister Lee und alle weiteren Minister sind weiterhin im Amt, bis Präsident Lee eine neue Regierung berufen haben wird.
Lee machte bereits einige Mitglieder seines geplanten Kabinett Lee Jae-myung bekannt, sie sind jedoch noch nicht im Amt.